# Boleslaw Senderowicz
Bolesław Senderowicz (ur. 22 października 1922 w Łodzi, zm. 23 kwietnia 1994 w Buenos Aires) – argentyński fotograf, pochodzenia polsko-żydowskiego.

## Życiorys
Osiadł w Buenos Aires w 1925 roku, od 15 roku życia kształcił się jako samouk fotograf. Ukończył malarstwo w Escuela de Bellas Artes Manuel Belgrano w Buenos Aires. W 1945 został założycielem i redaktorem pisma literackiego „Gaceta del Libro” oraz związał się ze środowiskiem skupionym wokół „Clardidad Magazine” oraz podjął pracę jako fotograf Teatro del Pueblo, dla którego fotografował próby i przedstawienia, fotografując m.in. postacie argentyńskiej sceny, takie jak: Josefa Goldar, Leónidas Barletta i Raúl De Lange. Był członkiem z Foto Club Buenos Aires, gdzie był jurorem nagród i wystaw, a także Federación Argentina de Fotografía i Fédération Internationalee l’Art Photographique, należąc do pierwszego z klubów, był jurorem konkursów i wystaw fotograficznych. Był członkiem grupy fotograficznej Carpeta de los diez, działającej w latach 1953–1959, do której należeli m.in. Annemarie Heinrich i Anatole Saderman.
Był autorem zdjęć m.in. do kampanii reklamowych firm motoryzacyjnych, dla projektanta mody De Carlo wprowadzającego na lokalny rynek odzież typu prêt-à-porter. Od 1957 jako fotograf mody współpracował z magazynem „Claudia”, na łamach którego rozwinął własny styl. Jednocześnie jako fotograf reklamowy współpracował z agencjami Gowland i Yustle, zarówno dla argentyńskich, jak i zagranicznych marek, współpracował z podmiotami takimi jak: Atanor, Aerolíneas Argentinas, Coca-Cola, Ford Motor Company, Hellmann's, La Serenísima, L’Oréal i Patronato de la Infancia. Na potrzeby współpracy z powyższymi markami, współpracował z argentyńskimi sławami, takimi jak: Amelia Bence, Juan Carlos Castagnino, Susana Giménez, Claudia Lapacó, Rodolfo Ranni i Isabel Sarli.
W 1990 roku zorganizował swoją pierwszą indywidualną wystawę retrospektywną w galerii w Teatro General San Martín. Jego prace były wielokrotnie wystawiane podczas wystaw: „Buenos Aires Photo”, „Mundo propio” oraz podczas wystawy „Fotografía moderna Argentina 1927–1962” w MALBA (2019).
W 2019 została wydana książka Boleslaw Senderowicz: fotógrafo autorstwa wnuczki artysty, Pauli Senderowicz, prezentująca jego prace.

### Życie prywatne
Był synem Jacobo Senderowicza i Esther z domu Fucz. Jego żoną była Ewa Sara z domu Goldsztein, para miała czworo dzieci. Był dziadkiem artystki, Pauli Senderowicz. Został pochowany na Cementerio Comunitario de Tablada w Buenos Aires.